# Twoja Telewizja Kablowa
TTK – Twoja Telewizja Kablowa (początkowo: Tarnowska Telewizja Kablowa, w końcowym okresie działalności: TVM – Telewizja Małopolska) – sieć lokalnych kanałów telewizyjnych, których właścicielem i nadawcą była Małopolska Telewizja Kablowa S.TAR-TV. Stacje sieci działały w Tarnowie (w latach 1993–2011), Dębicy (1994–2011) oraz w Gdyni (1995–1998, sieć kablowa Szel-Sat), a mniejsze redakcje równiż w Jaśle, Krośnie i Przemyślu. W 2004 roku pojawiły się zapowiedzi uruchomienia stacji w Gdańsku (w sieci Trójmiejskiej Telewizji Kablowej, powiązanej właścicielsko z MTK), co jednak nie doszło do skutku.

## Historia
Założycielem TTK był Robert Wolak, który w 1989 w Tarnowie uruchomił jedną z pierwszych w Polsce sieci telewizji kablowej. W 1989 roku Tarnowska Telewizja Kablowa rozpoczęła nadawanie programu lokalnego pod tą samą nazwą, program był nadawany z małego studia przy ul. Monte Cassino, a w 1993 roku redakcja przeniosła się do dużego studia przy ul. Granicznej w Tarnowie. Rok później podobny program uruchomiony został w Dębicy. W tym też czasie, w związku z przejęciem operatorów z innych miast regionu i budową własnych sieci, firma przyjęła nazwę Małopolska Telewizja Kablowa i świadczyła usługi TVK, dostępu do internetu i telefonii w 18 miejscowościach na południu Polski. MTK była pierwszym operatorem w Polsce który wykorzystując swiatłowody PKP dostarczał swoje usługi i program lokalnej telewizji do wielu miejscowości w regionie. Program lokalny zachował nazwę TTK, jednak skrótowiec ten rozwijany był odtąd jako Twoja Telewizja Kablowa.
W latach 90, program realizowany był w analogowej technice S-VHS, następnie z wykorzystaniem urządzeń cyfrowych. TTK była pierwszą telewizją kablową w Polsce dysponującą własnym wozem transmisyjnym.
W połowie lat 90. tarnowskie studio Twojej Telewizji Kablowej mieściło się przy ul. Granicznej 8a. Następnie telewizja przeniosła się do budynku przy ul. Fredry 16 skąd program był już nadawany siecią światłowodową do Tarnowa, Dąbrowy tarnowskiej, Dębicy, Pustkowa, Brzeska i Bochni. 22 czerwca 2000 roku w budynku wybuchł pożar, w wyniku którego niemal całkowitemu zniszczeniu uległ sprzęt telewizyjny i archiwum programowe. Skutki zdarzenia ekipa TTK uwieczniła w reportażu. Dwa dni po pożarze ponownie uruchomiona została stacja czołowa MTK, wkrótce też wznowiono emisję programu lokalnego. Nadawany był on początkowo z wozu transmisyjnego zaparkowanego na tarnowskim rynku, następnie – z prywatnego mieszkania. Ostatnia siedziba TTK mieściła się przy ul. Nowy Świat 66.
W ostatnich latach działalności stacja posługiwała się nazwą TVM – Telewizja Małopolska. Nowa identyfikacja wprowadzana była stopniowo i przez pewien czas używana równolegle z dotychczasową. Profil ani ramówka telewizji nie uległy większym zmianom.
TVM zakończyła emisję 1 września 2011 roku, na skutek przejęcia sieci MTK przez spółkę Multimedia Polska. Pomimo że sama Małopolska Telewizja Kablowa – spółka produkująca program lokalny – nie zmieniła właściciela, nowy operator zadecydował o zastąpieniu TVM własnym kanałem aMazing TV. Ramówka kanału zakładała emisję programów lokalnych produkowanych przez zewnętrzne podmioty – w Tarnowie taki program przygotowywała już wtedy agencja IMAV. W Dębicy jego produkcją zajęła się Polska Telewizja Regionalna, kierowana przez Jacka Rudę – byłego redaktora naczelnego TVM.
Ostatnim wyemitowanym program Telewizji Małopolskiej była wspomnieniowa audycja prowadzona przez Jacka Rudę i Maddalenę Parę. Po zakończeniu nadawania wiele archiwalnych programów udostępnionych zostało w portalach Netwizja.TV i YouTube.

### TTK Gdynia
W latach 1995–1998, na mocy umowy z firmą Szel-Sat, lokalny program TTK nadawany był również w Gdyni – w sieci należącej do wspomnianego operatora. Studio TTK Gdynia mieściło się w budynku przy ul. Gniewskiej 21 (Dom Towarowy „Chylonia”). Na ramówkę składały się m.in. lokalne serwisy informacyjne, rozmowy z gośćmi, a także audycja „TeleRadio”, wzorowana na tarnowskim odpowiedniku. Emitowano również niektóre z programów produkowanych w Tarnowie (relacje z koncertów, audycje poradnikowe), filmy oraz seriale. Stacja przygotowywała także bloki programowe nadawane równolegle w innych kanałach lokalnych (TV Trójmiasto, TV Echo z Wejherowa, TV Rozstaje z Gdańska). Emisję TTK Gdynia zakończono 29 marca 1998. Miesiąc później Szel-Sat wprowadził w jego miejsce własny program lokalny pod nazwą TV Gdynia (następnie Tele-Top).

## Program
Na program TTK składały się m.in. serwisy informacyjne, audycje publicystyczne, poradnikowe i rozrywkowe. Emitowane były również reportaże, programy kulturalne, przybliżające historię regionu i transmisje sportowe. Znaczna część audycji realizowana była na żywo. Niektóre produkcje własne TTK emitowano również w stacjach o zasięgu ogólnopolskim (jak TV Puls, Kino Polska, Edusat czy Moja TV).
Do istotnych pozycji ramówki należały m.in.:
- Twoje Wiadomości – nadawany co godzinę serwis informacyjny[10];
- TeleRadio – interatywny program rozrywkowy z telefonicznym udziałem widzów;
- Tropami tajemnic Tarnowa – cykl programów historycznych, przybliżający miejsca i postaci związane z miastem;
- Lepiej tego nie oglądaj – program rozrywkowy, obejmujący m.in. relacje z lokalnych imprez, niekiedy poruszający kontrowersyjne tematy;
- Magazyn Policyjny 997;
- rozmowy studyjne z zaproszonymi gośćmi;
- programy kulinarne: Kulinarny Kącik Konesera, Smaczny program, Swojskie smaki;
- programy motoryzacyjne: Auto Hit, Auto Top.

W latach 90. w ramówce znajdowały się również filmy i seriale. W różnych okresach działalności TTK korzystała m.in. ze wspólnych pasm programowych przygotowywanych dla sieci TV Odra, retransmitowała satelitarne programy ATV i MiniMax oraz bloki Twojej Telewizji Miejskiej, przygotowywane przez poznańską spółkę ART-TV. Po 2000 roku całość programu produkowana była lokalnie.

### TeleRadio
Twoja Telewizja Kablowa nadawała pierwszy w polskiej telewizji interaktywny program z telefonicznym udziałem widzów – „TeleRadio”. Była to jedna z najpopularniejszych audycji TTK, obecna na antenie przez ponad dziesięć lat, praktycznie od początku istnienia stacji. Dzwoniący do studia widzowie mieli możliwość wypowiedzenia się na wskazany przez prezentera (bądź dowolny) temat, wzięcia udziału w konkursach i pozdrowienia znajomych za pośrednictwem telewizji. Na program składały się również teledyski, sondy uliczne i humorystyczne dialogi prowadzących. Program był tak popularny, że Budka Suflera grając koncerty w regionie zastępowała słowa utworu "to ja, to dla ciebie gra twoje radio" słowami "to ja to dla ciebie gra teleradio", a utwór stał się muzycznym podkładem czołówki tego programu.
Autorem nazwy TeleRadio jest Krzysztof Nowak, pierwszy redaktor naczelny TTK. Pierwszym prowadzącym był Maciej „Amol” Wojtowicz.

## Zespół

### Tarnów
W ciągu dwudziestu lat działalności TTK ze stacją związany był liczny zespół prezenterów, dziennikarzy, operatorów i realizatorów. Wielu dawnych pracowników telewizji podjęło współpracę z mediami ogólnopolskimi, m.in. Polsatem (Mateusz Borek, Krzysztof Wanio), TVN (Robert Bendera, Iwona Czerniak, Zbigniew Czyż, Wojciech Florek, Grzegorz Lis) czy TVP (Jolanta Michalska).
Redaktorami naczelnymi TTK w Tarnowie byli kolejno: Krzysztof Nowak, Grzegorz Światłowski i Jacek Ruda. Dziennikarze i prezenterzy związani z redakcją przez wiele lat to m.in.: Marzena Gajda, Grzegorz Janiszewski, Roman Kieroński, Jacek Kras, Jowita Kuczyńska, Tadeusz Mędzelowski, Aneta Mleczko, Magdalena Para, Magda Partyka, Paweł Piszczek, Urszula Skórka, Maciej „Amol” Wojtowicz, Karolina Wójs, Agnieszka Wrzesień, Ewa Zapała i Maria Zawada-Bilik.
Wieloletnimi operatorami kamer i montażystami byli: Adrian Dzierwa, Łukasz Gabik, Krzysztof Głuszak, Paweł Hajduga, Mariusz Kobierski, Jacek Kolak, Tomasz Kolak, Piotr Nalepa, Maciej Niemiec, Jacek Pinas, Dawid Skrzypek, Sławomir Sroka, Dariusz Świątek, Andrzej Szypuła i Mariusz Wójcik. 

### Dębica
W latach 90. redaktorem naczelnym TTK Dębica była Anna Kozioł, później Małgorzata Król. Dziennikarki współpracujące ze stacją to m.in. Agnieszka Majba, Monika Zając, Dorota Sikora, Ewa Podolska i Piotr Krysiak. W późniejszym okresie Sylwia Czerniak, Anna Zboch i Agata Świątek. Wieloletnimi operatorami kamer i montażystami byli: Janusz Lewandowski i Bogdan Chłopek.

### Gdynia
Prezenterami i dziennikarzami TTK Gdynia byli m.in.: Anna Brudło, Ewa Dawid, Bogusław Libich, Aneta Kowalczyk, Małgorzata Łaboszczak i Wojciech Toczko. Dyrektorem stacji była Beata Wolak, a za technikę odpowiadali Włodzimierz Młodzianowski i Michał Michalak. Ze stacją współpracowali również Jerzy Stachura i Wojciech „Żenia” Krzyżaniak.

## Klub TTK
Pod marką TTK – poza telewizją – funkcjonował także klub nocny, działający w Gdyni przy ul. Świętojańskiej 130. Lokal istniał w latach 1996–2001. W latach 90. odbywały się tam koncerty lokalnych zespołów muzycznych (głównie rockowych), rejestrowane przez ekipę telewizyjną.
Podobny klub działał również w Dębicy.